# 橋本平左衛門
橋本 平左衛門（はしもと へいざえもん 貞享元年（1684年） - 元禄14年11月6日（1701年12月5日））は、江戸時代前期の武士。赤穂藩浅野氏の家臣。名は公之（きんゆき）。赤穂藩では馬廻り役100石。
橋本茂左衛門の子といわれる。『赤穂藩分限帳』（元禄13年頃）には馬廻り役百石橋本兵助（岡林直之組所属）とある。「兵助」は平左衛門の幼名だといわれるが、年齢的に父の可能性もある。
主君浅野長矩の刃傷後、当初から大石良雄に従ったが、赤穂城開城後に京都で暮らし、大坂曽根崎新地へ足を踏み入れ、淡路屋のお初という遊女と馴染みを重ねるようになり、元禄14年（1701年）11月6日の夜に心中した。享年18。『早見家文書』によれば、同じ岡林の組に属していた早水満尭が駆けつけて、一切の後始末をしたとしている。